# La Oroya
La Oroya (San Jerónimo de la Oroya) – górnicze miasto w Peru, liczące ok. 20 tys. mieszkańców. Jest znaczącym ośrodkiem przemysłu wydobywczego i hutniczego w Peru. Zaliczane jest do najbardziej zanieczyszczonych miast na świecie.